# داودی (گیاه)
داودی (نام علمی: Chrysanthemum morifolium) نام یک گونه از سرده گل داودی است.

## نگارخانه

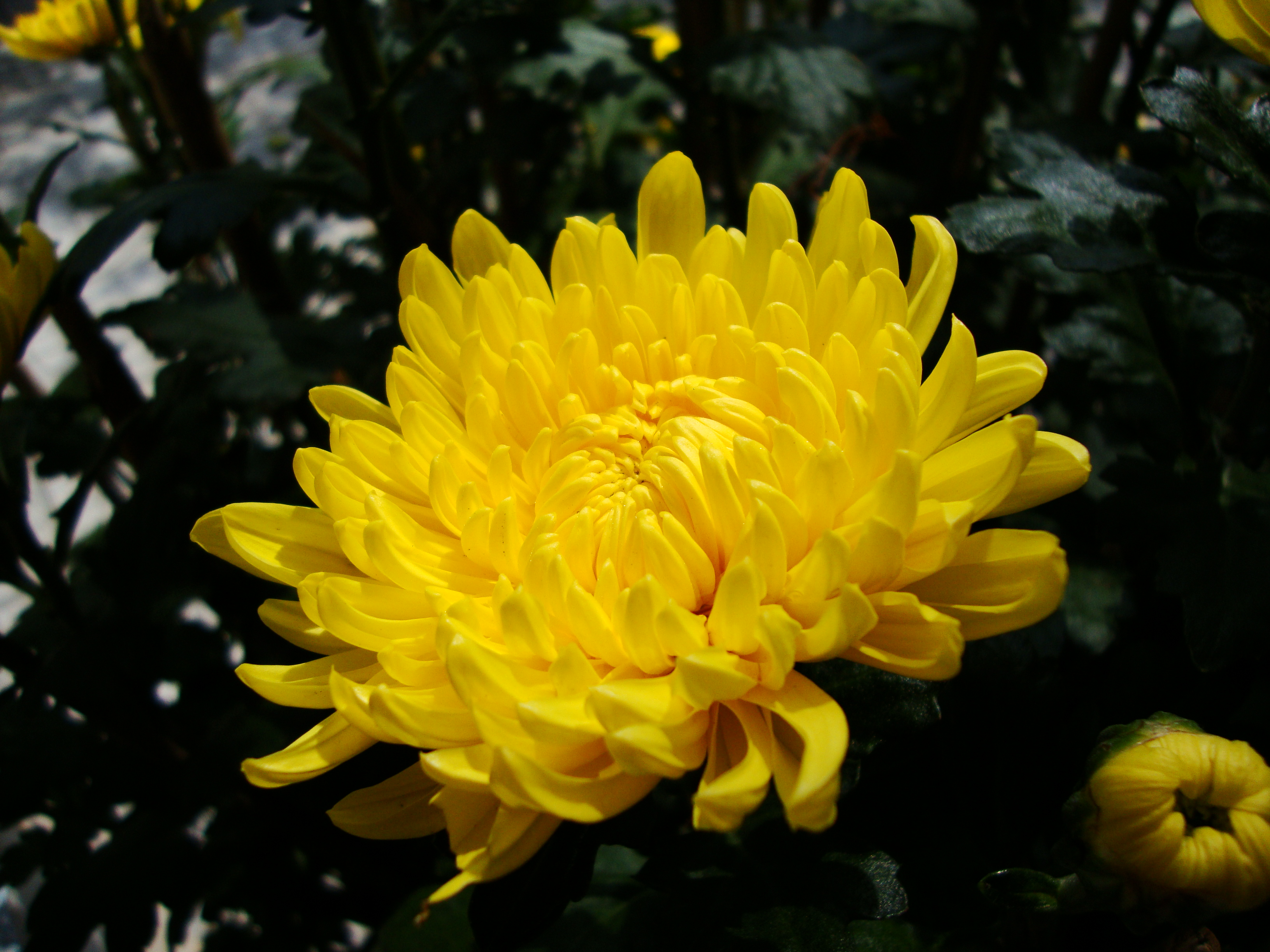
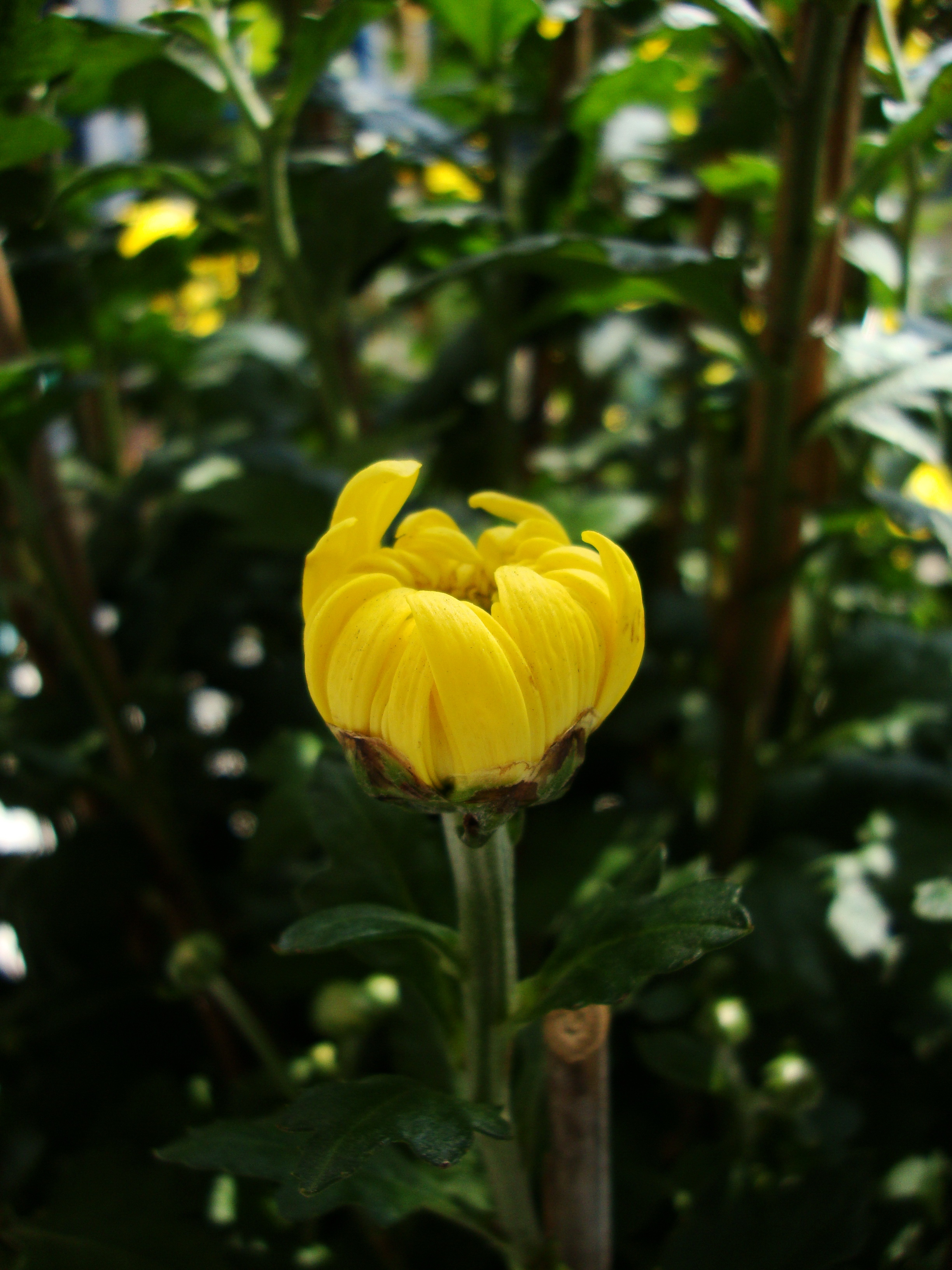
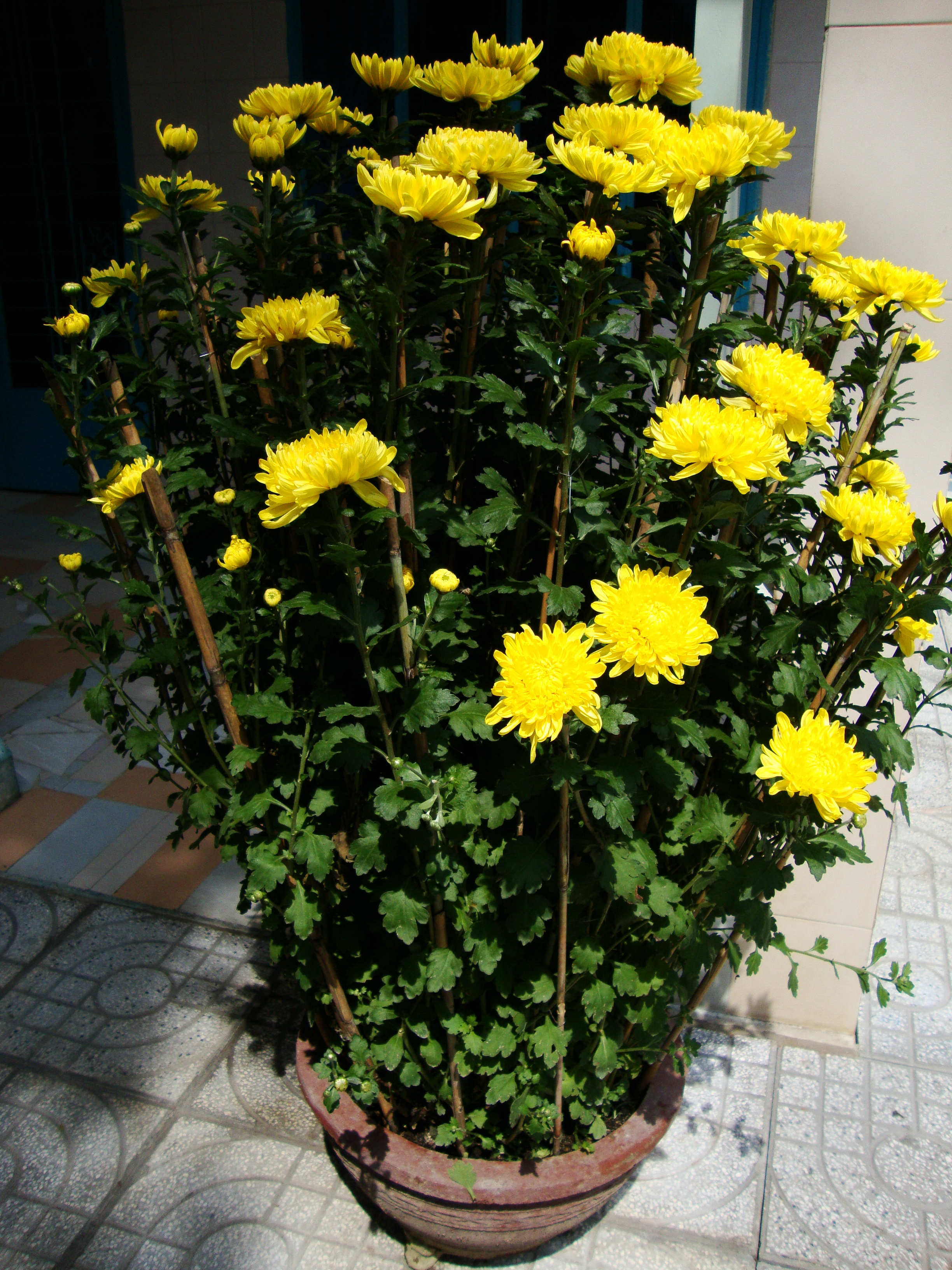
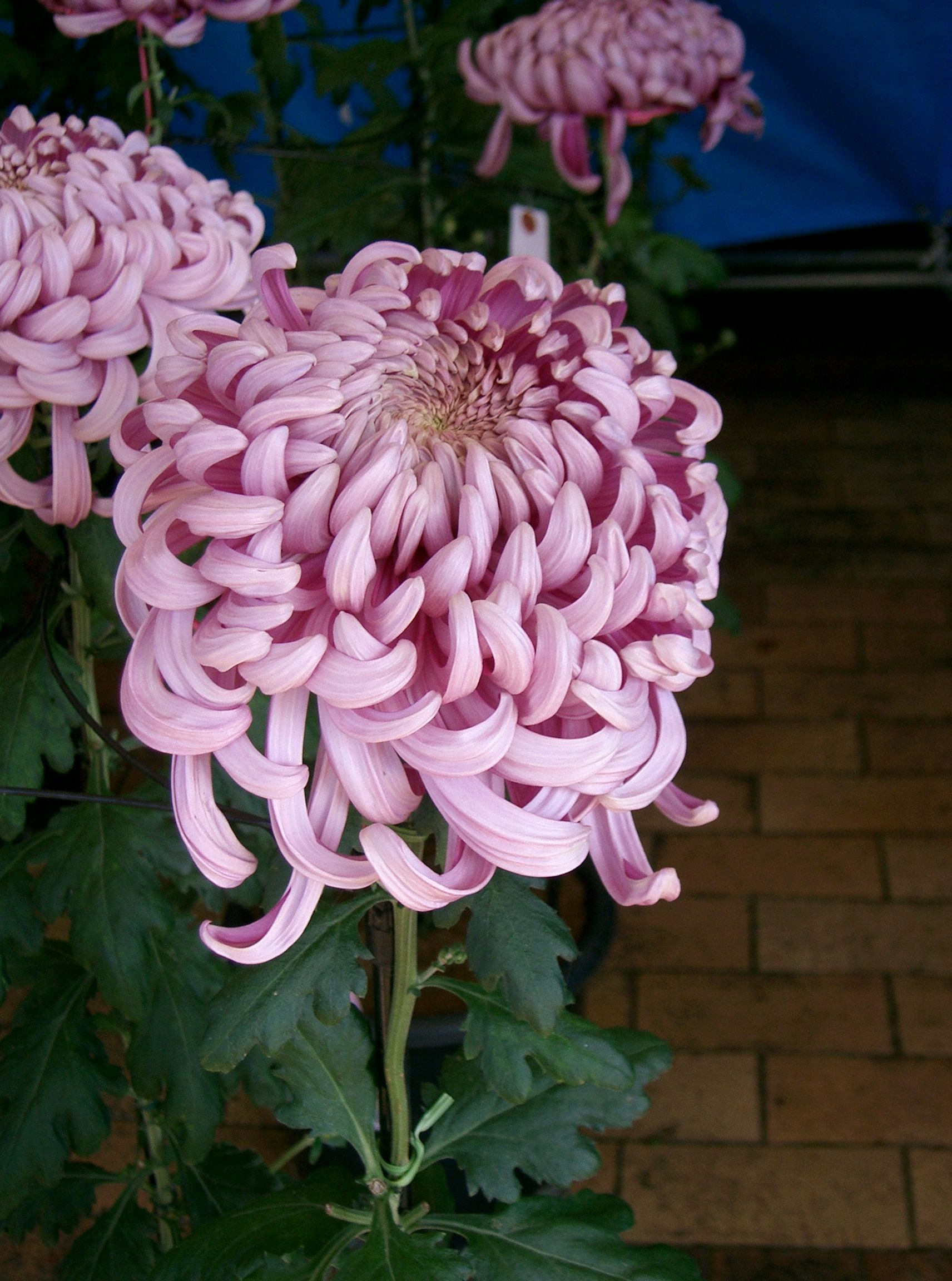
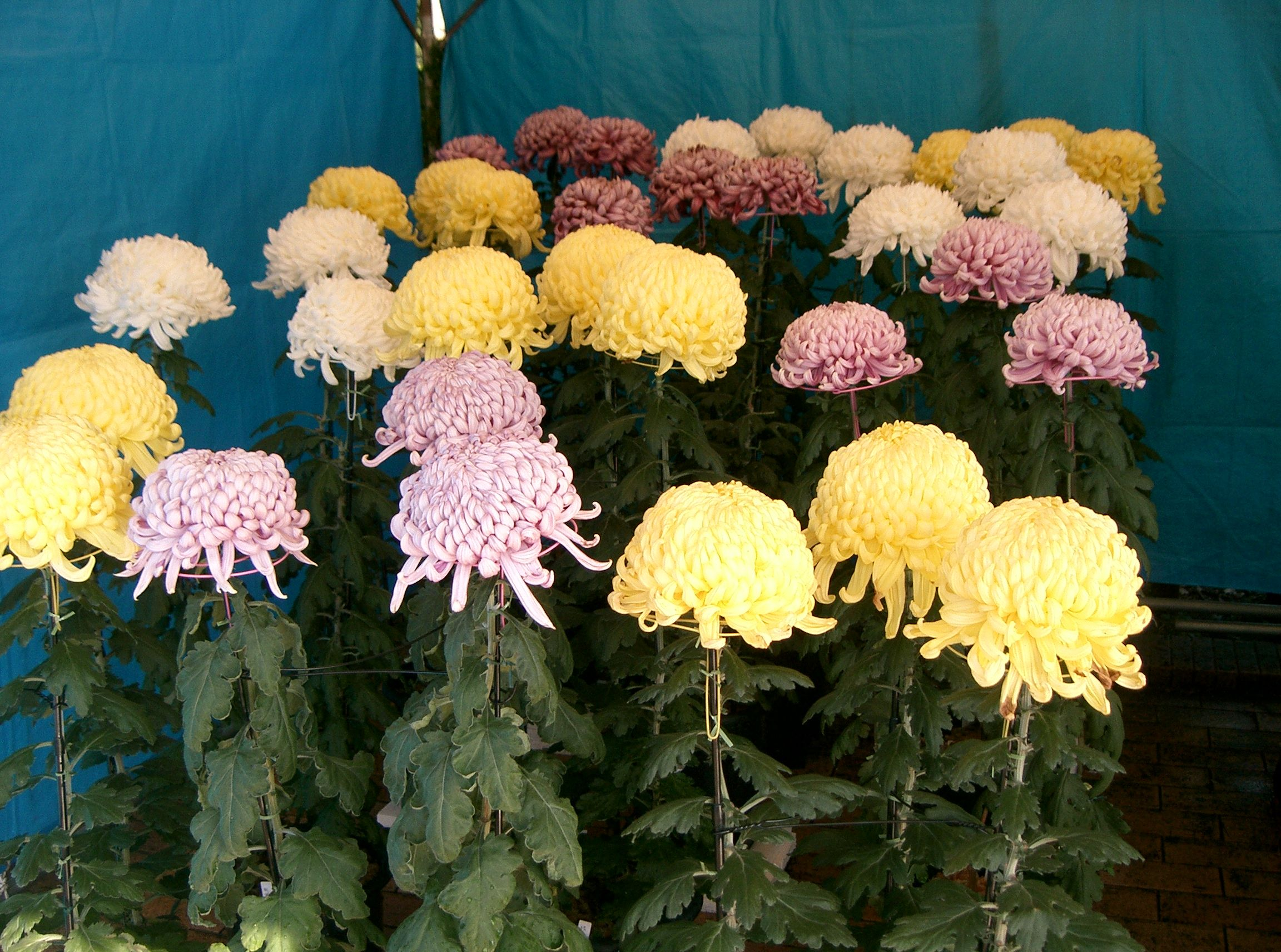
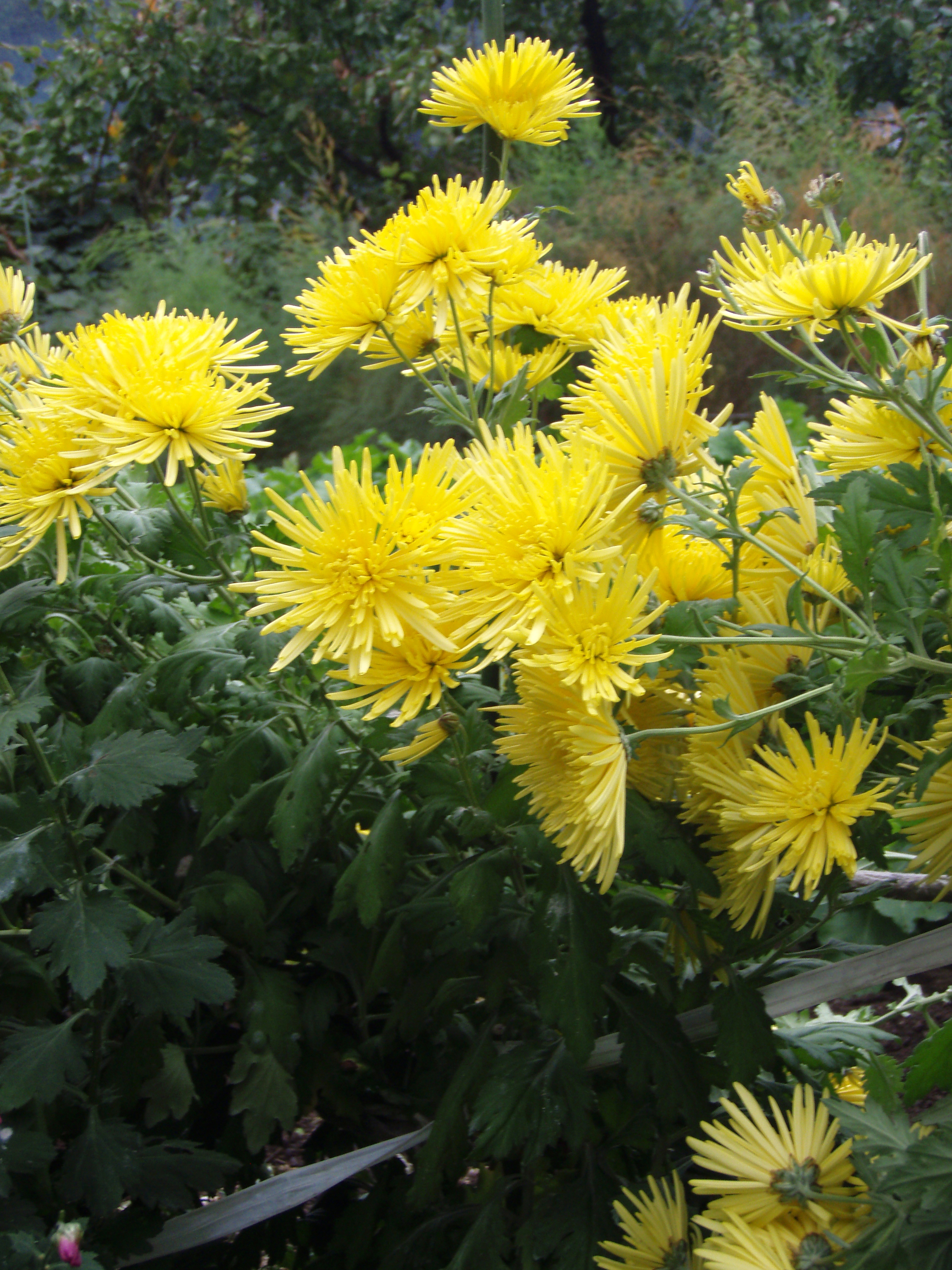
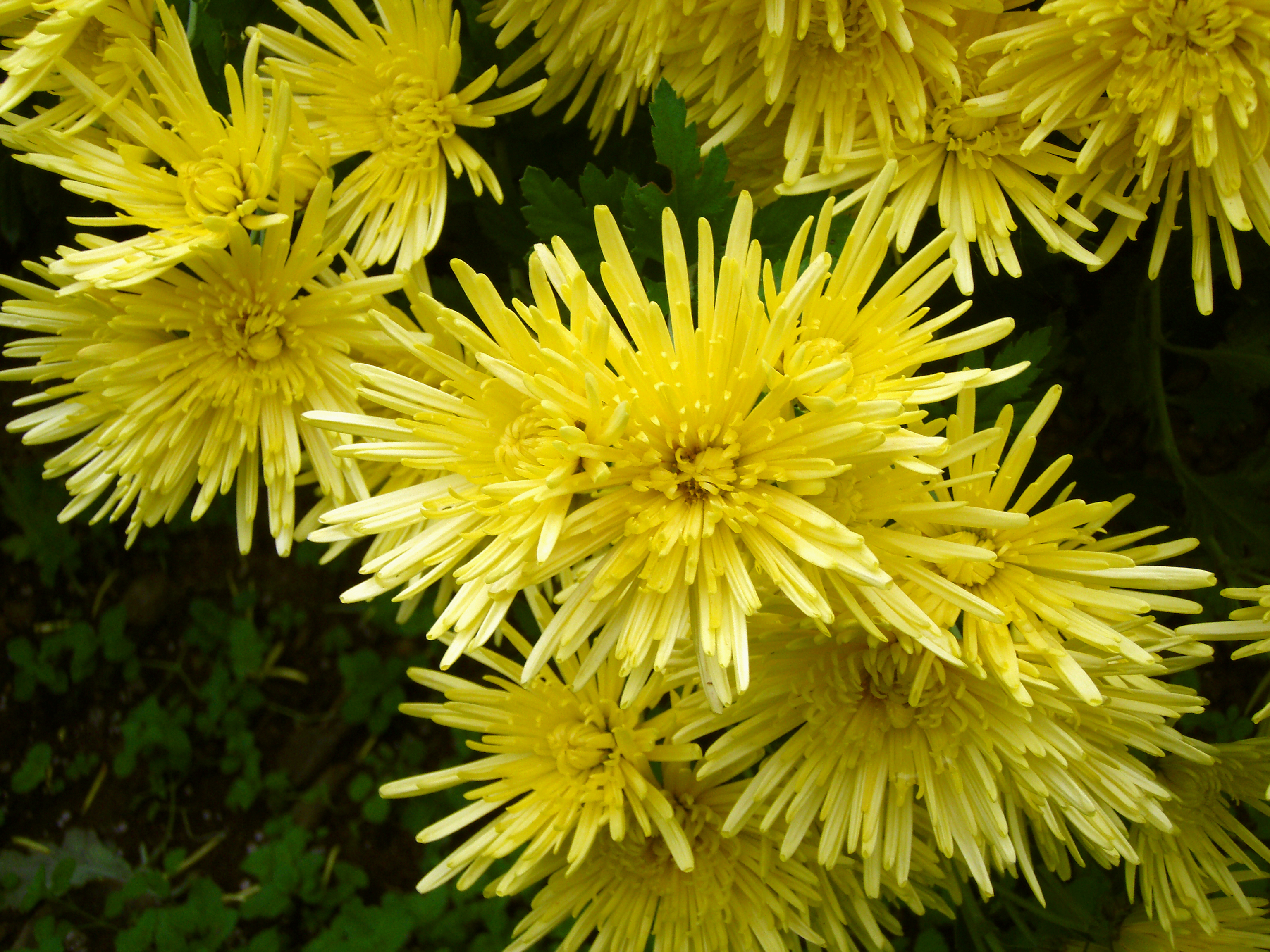